# Inga cuspidata
Inga cuspidata là một loài rau đậu thuộc họ Fabaceae. Loài này chỉ có ở Panama.